# Torres de Abajo
Torres de Abajo ist ein spanischer Ort in der Provinz Burgos der Autonomen Gemeinschaft Kastilien und León. Der Ort gehört zur Gemeinde Valle de Valdebezana. Torres de Abajo ist über die Straßen N-232 und BU-V-5748 zu erreichen und liegt 90 Kilometer nördlich der Provinzhauptstadt Burgos.

## Sehenswürdigkeiten
- Kirche San Emeterio y San Celedonio